# P253i
ムーバ P253i（ムーバ・ピー に ごー さん アイ）は、パナソニック モバイルコミュニケーションズが開発した、NTTドコモの第二世代携帯電話 (mova) 端末製品。

## 概要
2004年春のP252iSの後継モデル。カメラ付き折りたたみ携帯電話となった国内最小だったP252iSより縦方向が大きくなっているが、厚さは4mm小さくなった。
ヒンジ部に取っ手型のアンテナがあり、着信時や絵文字に反応して光るようになっている。
背面のカメラは、P252iSの中央部分から、先端部分に移動した。
P252iSと同じく5色展開だが、ツートンカラーではなくなり、オーソドックスなカラー名となった。

## 歴史
- 2004年11月16日：ドコモから発売。
- 2012年3月31日：movaサービス終了により使用はこの日限りとなる。